# Powiat de Człuchów
Le powiat de Człuchów (en polonais : powiat człuchowski) est un powiat appartenant à la voïvodie de Poméranie dans le nord de la Pologne.

## Division administrative
Le powiat comprend 7 communes :
- 1 commune urbaine : Człuchów ;

Carte du powiat

- 4 communes rurales : Człuchów, Koczała, Przechlewo et Rzeczenica ;
- 2 communes mixtes : Czarne et Debrzno.